# هيزل ديكنز
هيزل ديكنز (بالإنجليزية: Hazel Dickens) هي مغنية أمريكية، ولدت في 1 يونيو 1935 في مونتكالم (فيرجينيا الغربية) في الولايات المتحدة، وتوفيت في 22 أبريل 2011 في واشنطن العاصمة في الولايات المتحدة.

## وصلات خارجية
- هيزل ديكنز على موقع IMDb (الإنجليزية)
- هيزل ديكنز على موقع ميوزك برينز (الإنجليزية)
- هيزل ديكنز على موقع أول ميوزيك (الإنجليزية)
- هيزل ديكنز على موقع ديسكوغز (الإنجليزية)